# Восход (Тульская область)
Восход — деревня в Кимовском районе Тульской области России.
В рамках административно-территориального устройства входит в Муравлянский сельский округ Кимовского района, в рамках организации местного самоуправления входит в сельское поселение Епифанское.

## География
Расположена на левом берегу Дона, в 26 км к югу от железнодорожной станции города Кимовска. 

## История
В 1961 году указом Президиума Верховного Совета РСФСР деревня Тужиловка переименована в Восход.

## Население
| 2010 |
| ---- |
| 15   |